# Lubi
Lubi, Lubu muiža (niem. Lubbenhof) – dobra rycerskie położone w parafii Trikaten, nad rzeką Abuls, 17 km na wschód od Wolmaru. W XVII wieku majątek należał do Axela Oxenstierny.